# Cariamiformes
Die Cariamiformes sind eine Ordnung der Vögel, zu der nur eine rezente Familie, die Seriemas (Cariamidae), mit zwei Arten, dem Rotfußseriema (Cariama cristata) und dem Schwarzfußseriema (Chunga burmeisteri), gehört. Beide kommen im mittleren Südamerika vor, sind mittelgroße Vögel und leben vor allem als schnelle, sich vor allem carnivor ernährende Läufer auf dem Erdboden, sind aber noch flugfähig. Neben den Seriemas werden den Cariamiformes noch einige ausgestorbene Vogelfamilien zugeordnet, darunter die mitunter riesigen, flugunfähigen Phorusrhaciden sowie einige basale Gattungen ohne Familienzuordnung.

## Merkmale
Die Cariamiformes sind bzw. waren mittelgroße bis sehr große, ausschließlich bis vorwiegend bodenlebende, langbeinige Vögel, die sich vor allem carnivor oder als Aasfresser ernährten bzw. ernähren (der beim Holotyp von Strigogyps sapea erhaltene Magen enthält allerdings Pflanzenreste). Zu ihren charakteristischen Merkmalen gehören ein Knochenvorsprung oberhalb der Augenhöhle („Supraorbital process“), ein kurzer Carpometacarpus (ein Knochen aus verschmolzenen Handwurzel- und Mittelhandknochen), ein großer Abstand zwischen den Mittelhandknochen, ein deutliches, ventral ausgerichtetes Knötchen auf dem zum Körper hin gelegenen Ende des gebogenen kleinen Mittelhandknochens und ein quaderförmiger Hypotarsus (der knöcherne Wulst an der Hinterseite des Vogelfußes) ohne Rillen für die Beugesehnen der Zehen.

## Systematik
Die Cariamiformes wurden 1888 durch den deutschen Ornithologen Max Fürbringer zunächst als Unterordnung Cariamae aufgestellt und den Kranichvögeln (Gruiformes) zugeordnet. Diese Zuordnung wurde aber in der folgenden Zeit niemals näher untersucht und bestätigt. Mit dem Aufkommen der Kladistik und der Methode des DNA-Vergleichs zur Ermittlung von Verwandtschaftsverhältnissen kamen immer mehr Zweifel an der Verwandtschaft zwischen Seriemas und Kranichen auf. Mitte 2008 wurde eine umfangreiche phylogenetische Studie publiziert, die die Seriemas in ein Schwestergruppenverhältnis zu einer von den Falken (Falconiformes), Papageien (Psittaciformes) und Sperlingsvögeln (Passeriformes) gebildeten Klade stellt, die 2011 die Bezeichnung Australaves erhielt. Inzwischen wurden die Cariamiformes in den Rang einer Ordnung erhoben.

### Innere Systematik
- Itaboravis ?, Südamerika, †[7]
- Elaphrocnemus, Europa, †
- Seriemas (Cariamidae), Südamerika
- Ameghinornithidae, Europa, †
- Bathornithidae, Nordamerika, †
- Idiornithidae, Europa, †
- Phorusrhacidae, Südamerika, †
- Salmilidae, Europa, †
- Gradiornis, Europa, †